# 1838 en littérature
| Années de la littérature : 1835 - 1836 - 1837 - 1838 - 1839 - 1840 - 1841    |
| Décennies de la littérature : 1800 - 1810 - 1820 - 1830 - 1840 - 1850 - 1860 |

Cet article présente les faits marquants de l'année 1838 en littérature.

## Événements
- 21 janvier : à son domicile de la place Royale, Victor Hugo donne une fête en l'honneur du duc et de la duchesse d'Orléans.
- 24 janvier : Mme de Serre présente Arthur de Gobineau à lady Granville, femme de l'ambassadeur de Grande-Bretagne lord Granville.
- 28 janvier : fondation de la Société des gens de lettres à Paris.
- 3 février : Honoré de Balzac séjourne une semaine à  Nohant chez George Sand qui lui fait découvrir les plaisirs du houka.
- 15 mars : violent article de Gustave Planche dans la Revue des deux Mondes. Il attaque l'ensemble de l'œuvre de Victor Hugo.
- 18 mars : Arthur de Gobineau est présenté à Mme Dorval qui « comprend l'art d'une manière étonnante dans une femme » et il va la voir dans Marion Delorme au Théâtre-Français.
- 19 mars : Gobineau se lie intimement avec Hercule de Serre, neveu de sa protectrice : Mme de Serre l'a présenté à Salvandy, à Mme de Rauzan. Il est reçu chez Lamartine. Ballanche a goûté son article sur la poésie persane, qui paraîtra le 22 septembre dans la Galette de France.
- 22 mars : Honoré de Balzac entreprend une expédition d'un mois et demi en Sardaigne. Lors de son passage à Gênes, l'année précédente, il a appris l'existence de mines de plomb argentifère et il rêve de faire fortune. Il redonne vie à un filon abandonné : la Nurra (voir Histoire minière de Sardaigne).
- 2 juin :
  - Arthur de Gobineau rencontre Pierre Berryer, « patron de la revue France et Europe », et lui soumet un article sur « la situation littéraire de l'Orient ». Berryer lui donne des conseils paternels.
  - Gobineau se réjouit du succès de son ami le peintre German von Bohn, à qui la reine de Wurtemberg a commandé les portraits de ses deux filles cadettes.

- 25 juin : l'article de Gobineau « Du mouvement intellectuel de l'Orient », approuvé par Berryer, paraît dans France et Europe. La même revue en publiera deux autres le 25 août et le 10 octobre.
- 5 juillet : Victor Hugo commence la première version de Ruy Blas.
- 8 juillet : Victor Hugo entreprend la version définitive de Ruy Blas.
- 10 août : Gobineau est en pourparlers avec la Gazette de France pour deux articles par mois et vient d'écrire un article pour Antoine Eugène Genoud, rénovateur de la Gazette. Il lit George Sand « Au milieu des écrivassiers sans âme et sans conscience comme de Lamartine, les écarts de cette femme sublime sont encore respectables même par leur bonne foi. »
- 11 août : Victor Hugo termine Ruy Blas.
- 17 août : Victor Hugo installe sa famille à Auteuil.
- 18 août : Victor Hugo et Juliette Drouet partent pour un court voyage en Champagne. Claye, Meaux, La Ferté-sous-Jouarre, Montmirail, Vauchamps, Épernay, Châlons-sur-Marne, Sainte-Menehould, Clermont-en-Argonne, Varennes, Grandpré, Vouziers, Reims.
- 28 août : retour de Victor Hugo à Paris.
- Août : Gervais Charpentier, le « père du livre de poche », lance la Bibliothèque Charpentier.
- 22 septembre : article de  Gobineau dans la Gazette de France sur la littérature persane. Le même journal en publiera deux autres, le 14 octobre et le 23 novembre.
- 25 octobre : Victor Hugo cède pour dix ans la propriété de son œuvre jusqu'ici publiée, c'est-à-dire 22 volumes à quoi s'ajoutent deux ouvrages inédits, le tout accompagné d'un droit d'option pour les livres futurs, à la Société en commandite pour l'exploitation des œuvres de Victor Hugo sous la raison sociale Duriez et Cie ». En échange, Victor Hugo recevra 300 000 francs desquels 180 000 francs lui seront versés au comptant, le solde couvrant quatre annuités successives payables à partir de 1840. La société se compose de Delloye éditeur, Duriez gérant, Cornuau marchand de papier, Blanchet et Kléber fabricants de papiers, Gaillard et Rampin banquiers.

- Proudhon obtient une bourse d’études et part à Paris, où il rencontre Marx et Bakounine.

## Essais
- Mémoires d'un touriste de Stendhal
- Pérégrinations d'une paria (1833-1834) récit de voyage de Flora Tristan

## Romans
Pauline (1838) d'Alexandre Dumas

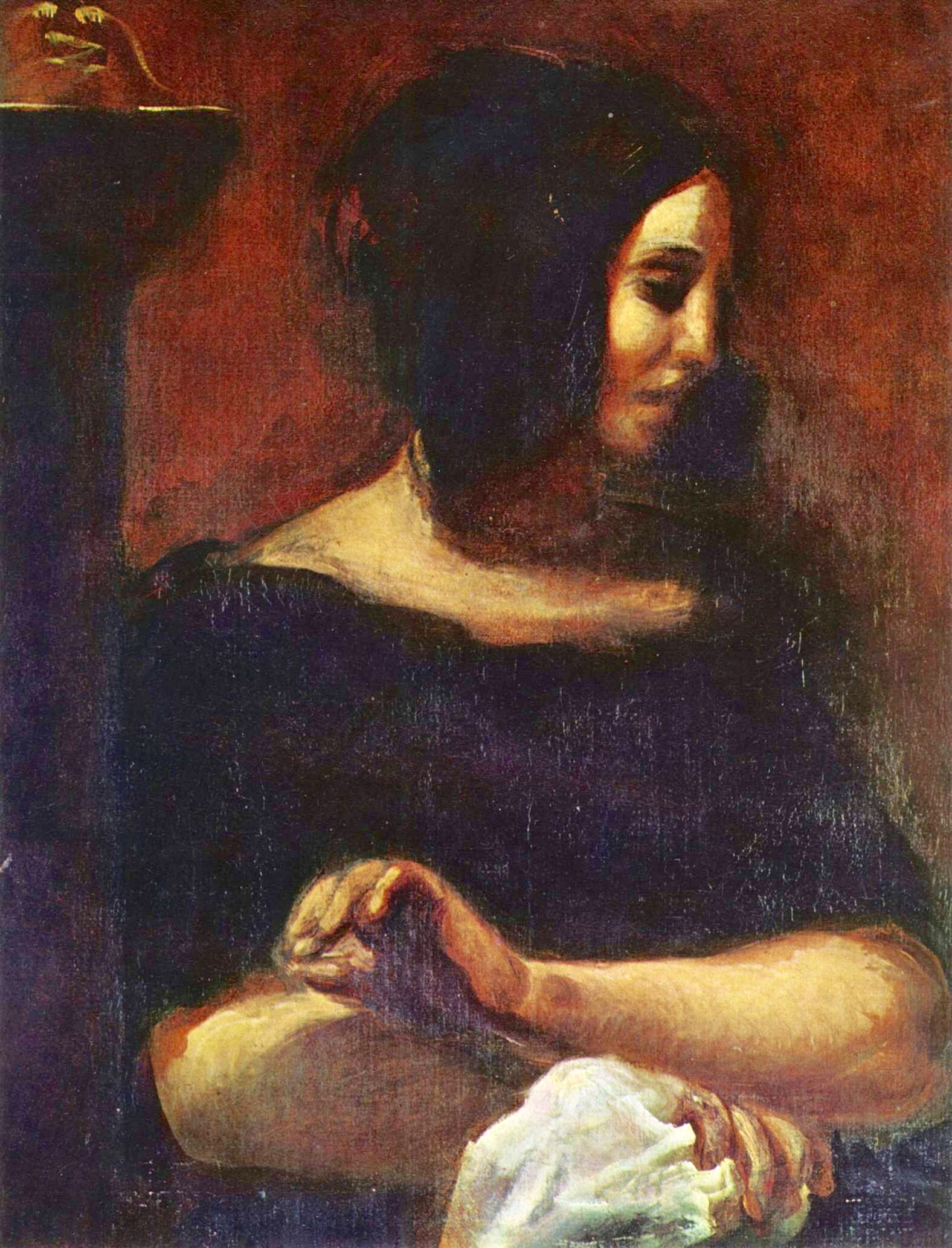
Portrait de George Sand, Eugène Delacroix 1838

- Une fille d’Ève (1838-1839), Le Cabinet des Antiques et Les Employés ou la Femme supérieure de Balzac
- Le Lion des Flandres (De Leeuw van Vlaenderen), roman historique de Hendrik Conscience.
- Oliver Twist, roman de Charles Dickens.
- La Chute d’un ange de Lamartine.
- Le Chant du tsar Ivan Vassilievitch, du jeune opritchnik et de l'audacieux marchand Kalachnikov de Lermontov.
- Méphis de Flora Tristan[1]
- Les maîtres Mosaïstes de George Sand.
- Spiridion de George Sand.

## Nouvelles
- George Sand :
  - L'Orco.
  - L'Uscoque.

## Théâtre

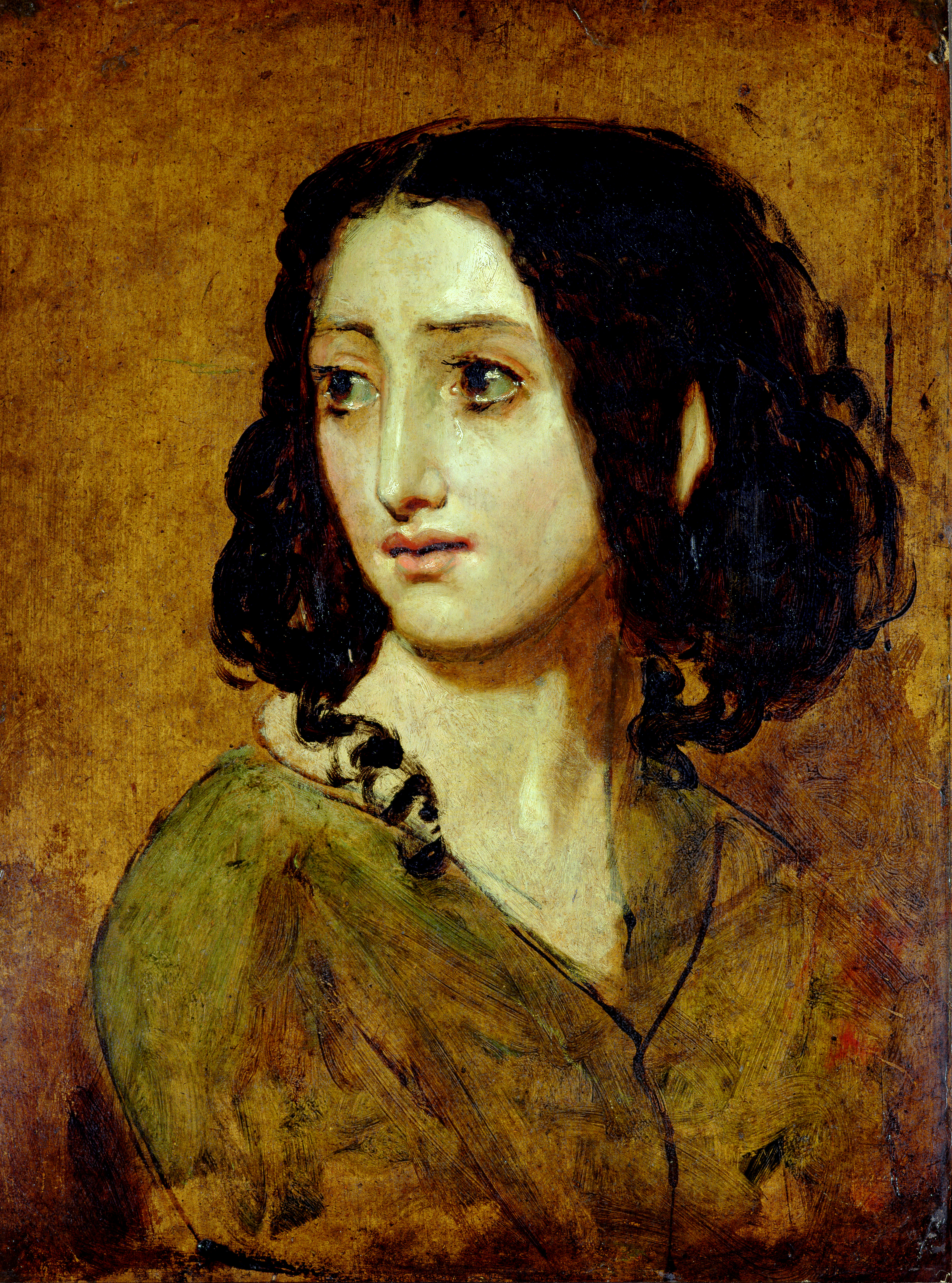
Rachel par William Etty en 1840

- 20 janvier : reprise, au Théâtre-Français, d'Hernani. Marie Dorval est Dona Sol. Jusqu'au 23 février : douze représentations[2].
- 8 mars : reprise, au Théâtre-Français de la pièce de Hugo, Marion Delorme. Marie Dorval est Marion.
- 12 juin : un début au Théâtre-Français : celui de Rachel, qui joue Camille dans Horace de Corneille.
- 16-17 juillet : incendie du théâtre du Vaudeville rue de Chartres (rue aujourd'hui disparue, située entre la place du Carrousel et le Palais-Royal). Le théâtre du Vaudeville avait été fondé en 1791 par le chevalier de Piis et par Pierre-Yves Barré, par la transformation du Waux-hall d'Hiver, salle de danse située sur une partie des terrains de l'ex-hôtel de Rambouillet, en une salle de spectacle. Après l'incendie, sa troupe alla jouer provisoirement dans la salle du Gymnase, boulevard de Bonne-Nouvelle en attendant de pouvoir s'installer, le 16 mai 1840, dans l'ancien théâtre des Nouveautés, place de la Bourse.
- 4 novembre : débuts d'une actrice : Ernesta Grisi.
- 8 novembre : au Théâtre de la Renaissance, première de Ruy Blas. Le Théâtre étant inauguré ce même jour, la pièce de Victor Hugo est précédée d'un discours en vers dû à Méry.
- 27 novembre : Delloye met en vente les exemplaires imprimés de Ruy Blas.

## Principales naissances
- 20 juillet : Augustin Daly, dramaturge et directeur de théâtre américain, mort en 1899.
- 4 février : Marie-Anne Praud de La Nicollière, femme de lettres française, autrice de nombreux livres pour la jeunesse sous les pseudonymes "Mademoiselle Gabrielle d'Éthampes", "Anna Templier", "Marie de Ruays" et "Madeleine Boffrand", morte le 26 novembre 1905.